# Mavčiče
Mavčiče este o localitate din comuna Kranj, Slovenia, cu o populație de 413 locuitori.